# Erbpacht
Die Erbpacht war eine deutschrechtliche Form des Grundbesitzes. Sie ist in Deutschland heute abgeschafft. Die Erbpacht war nach Inkrafttreten des BGB am 1. Januar 1900 gemäß Art. 63 EGBGB nur landesrechtlich (vor allem in Mecklenburg und Schleswig-Holstein) beschränkt zulässig. Das Kontrollratsgesetz Nr. 45 Art. X verbot sie 1947 unter Aufhebung des Art. 63 EGBGB ganz.
Heute gibt es das Erbbaurecht, das im Baurecht mit der Erbpacht vergleichbar ist.

## Definition
Die Erbpacht war das vererbliche und verkäufliche Recht, gegen eine Pacht ein fremdes Grundstück bewirtschaften zu dürfen und die Früchte daraus zu ziehen.
Bei Antritt der Erbpacht zahlte der Erbpächter an den Grundeigentümer (Obereigentümer) ein Erbbestandsgeld (auch: Erbstandsgeld). Damit wurde er Untereigentümer.
Der Pächter konnte mit dem Grundstück im Prinzip umgehen wie ein Eigentümer. Bei Trennung der Früchte von dem Grundstück wurde der Pächter deren unbeschränkter Eigentümer. Wenn der Vertrag oder die gesetzliche Erbordnung nichts anderes bestimmte, konnte der Erbpächter das Gut frei veräußern, verpfänden und vererben. Die Genehmigung zur Verpfändung musste der Grundherr erteilen, wenn die Verpfändung zum Vorteil des Gutes diente. Das Gut ging im Erbgang ungeteilt auf den Anerben über, der zur Anerkennung ein Laudemium, Mortuarium (Lehnware) an den Obereigentümer zu entrichten und von diesem einen Leihebrief einholen musste. Starb die Familie des Erbpächters aus, so fiel das Gut an den Obereigentümer zurück.
Gegenüber dem Grundstückseigentümer trafen den Pächter aber einige Verpflichtungen:
- Er durfte das Grundstück nicht „verschlechtern“, wozu auch gehörte, dass er es ständig bewirtschaften musste und nicht brach liegen lassen durfte. Ließ der Erbleiher das Grundstück veröden, konnte der Obereigentümer den Erbpächter entsetzen (abmeiern).
- Er hatte dem Obereigentümer jährlich eine Pacht (Rente, Erbzins) in Naturalien (Naturalzins) oder Geld (Geldzins) zu entrichten. Bei mehrjährigem Rückstand der Pachtzahlung konnte der Grundstückseigentümer das Grundstück einziehen.
- Für Lasten, die auf dem Grundstück lagen, musste der Untereigentümer aufkommen.
- Einen Verkauf der Erbleihe musste der Untereigentümer dem Grundstückseigentümer anzeigen und ihm in diesem Fall ein Vorkaufsrecht einräumen oder eine Abgabe entrichten. Letzteres wurde im Bereich des gemeinen Rechts auf jeden Besitzwechsel ausgedehnt, also etwa auch im Erbfall. Die Abgabe hatte zahlreiche unterschiedliche Bezeichnungen.[2]

## Landesrechtliche Differenzierungen
Das preußische allgemeine Landrecht (ähnlich das österreichische Recht) unterschied zwischen der Erbpacht und Erbzinsleihe. Solche unwiderrufliche Landleihen gegen festen Zins kamen früher in deutschen und in andern Ländern häufig vor (in der Provinz Groningen unter der Bezeichnung beklemmrecht).
Die Erbpacht unterschied sich von der Zeitpacht dadurch, dass sie nicht mit dem Tod des Pächters (Schupflehen) oder nach Ablauf einer gewissen Zeit erlosch oder gekündigt werden konnte (Freistift), sondern auf die Erben und Nachfolger des Erbpächters überging. Da die Erbpacht dem freien Eigentum nahestand, war das Verhältnis für die Bewirtschaftung der Güter weit zuträglicher als das der Zeitpacht, bei welchem der Pächter meistens nur nach dem größtmöglichen Ertrag in der kürzesten Zeit strebte und an der langfristigen Verbesserung der Güter nur wenig Interesse hatte.
Unterarten des Erbpachtrechts waren das Büdnerrecht, d. h. das Erbpachtrecht an kleinen, noch landwirtschaftlich selbständig benutzbaren Grundstücken, und das Häuslerrecht, das Erbpachtrecht an hauptsächlich für die Sesshaftmachung landwirtschaftlicher Arbeiter bestimmten Hausstellen (Haus, Hof, Garten).

## Entwicklung
Zurückverfolgen lässt sich das Institut (einschließlich seiner aus dem Griechischen stammenden Bezeichnung Emphyteusis) auf das Oströmische Reich.
Über die Universität Bologna und die Glossatoren gelangte dieses Rechtsinstitut im 12. / 13. Jahrhundert auch in den nordalpinen Raum.
Die Erbpacht war im Mittelalter neben dem Freistift und dem Schupflehen eine gebräuchliche Form des Lehens. Insbesondere wenn nach Hungersnöten, Kriegen oder Seuchen die Bevölkerung zurückgegangen war, konnte der Grundbesitzer das brachliegende Land nicht zu dem für ihn günstigen Freistiftrecht, sondern nur auf Lebenszeit oder in Erbpacht vergeben. In der Tiroler Landesordnung von 1532 wurde das Freistiftrecht verboten und generell Erbleihe eingeführt.
Seit Ende des 18. Jahrhunderts wurde die Erbpacht in mehreren Ländern dadurch beseitigt, dass alle ewigen Renten gesetzlich für ablöslich und nur die erbliche Überlassung des vollen Eigentums als zulässig erklärt wurden. Die Neubegründung von Erbpachts- und Erbzinsverhältnissen unter Vorbehalt unablöslicher Grundrenten bei Eigentumsübertragungen wurden verboten, so in Frankreich 1789, wo jedoch eine zeitlich beschränkte Erbpacht bis zu 99 Jahren und Pachtverhältnisse auf drei Generationen zugelassen wurden. In Preußen wurden schon durch das Edikt vom 14. September 1811 die aus der Erbpacht herrührenden Lasten für ablöslich erklärt, die Verfassungsurkunde von 1850 gestattete nur die Übertragung des vollen Eigentums. Ein preußisches Gesetz vom 2. März 1850 regelte die Ablösung und führte die Ablösbarkeit auch in den nach 1866 erworbenen preußischen Landesteilen ein. Die Abzahlung in Raten (Rentengut) konnte dabei auch in Naturalien erfolgen. Schließlich geschah dies auch in Sachsen, Bayern, Württemberg, Oldenburg etc.
In anderen Ländern (Sachsen-Altenburg, Sachsen-Gotha, Sachsen-Weimar, Sachsen-Meiningen, Lippe, Braunschweig, Schwarzburg-Rudolstadt etc.) ließ man die Erbpacht bestehen. In beiden Mecklenburgischen Landesteilen bildete sie bis 1918 die fast ausschließliche Form des bäuerlichen Grundbesitzes.
Nach Inkrafttreten des Bürgerlichen Gesetzbuchs (BGB) am 1. Januar 1900 wurden durch Art. 63 des Einführungsgesetzes zum Bürgerlichen Gesetzbuche die landesgesetzlichen Vorschriften über das Erbpachtrecht aufrechterhalten, eine Neubegründung eines Erbpachtverhältnisses war nach dieser Vorschrift aber nicht mehr zulässig.
Durch das Kontrollratsgesetz Nr. 45 Art. X vom 24. April 1947 wurde die Erbpacht in Deutschland unter Aufhebung des Art. 63 EGBGB ganz abgeschafft. Rentengüter bestehen auch heute noch.
Fälschlicherweise wird  das Erbbaurecht an Baugrundstücken häufig als Erbpacht bezeichnet.